# Steve Corica
Steve Corica, avstralski nogometaš in trener, * 24. marec 1973, Innisfail, Queensland, Avstralija.
Za avstralsko reprezentanco je odigral 32 uradnih tekem in dosegel pet golov.